# Hoima
Hoima is de hoofdplaats van het district Hoima in het westen van Oeganda. Hoima telde in 2002 bij de volkstelling 31.630 inwoners.
Sinds 1965 is Hoima de zetel van een rooms-katholiek bisdom.